# Tryssetus spinarmatus
Tryssetus spinarmatus is een hooiwagen uit de familie Podoctidae.